# Clelea sinica
Clelea sinica es una especie de polilla de la familia Zygaenidae.
Fue descrita científicamente por Alphéraky en 1897.